# Nueva canción
Nueva canción (hiszp.; wym. [ˈnweβa kanˈθjon] lub [kanˈsjon] = „nowa piosenka”) – gatunek pieśni latynoamerykańskiej.

## Charakterystyka
Nueva canción inspirowana muzyką ludową została w dużej mierze uformowana na początku lat 70. XX w. przez chilijskich muzyków, aktywnych podczas pierwszych demokratycznych wyborów powszechnych i prezydentury Salvadora Allende (1970–1973). Pieśń ta nie ma charakteru stricte politycznego, wyraża raczej energię, nadzieje i doświadczenia tamtych czasów. Znanymi wykonawcami tego gatunku byli m.in. Víctor Jara, Patricio Manns, Angel Parra i Isabel Parra oraz zespół Inti-Illimani, który po 1973 stał się w Europie ambasadorem nueva canción i ruchu solidarnościowego na wygnaniu.
W latach 70. i 80. XX wieku, kiedy w Ameryce Południowej dominowały dyktatury wojskowe, prześladowani przez nich muzycy nueva canción spotkali się na koncertach i festiwalach pokojowych w Nikaragui, Meksyku, Peru, na Kubie, w Argentynie i Brazylii. Wśród zaangażowanych muzyków byli Mercedes Sosa, Leon Gieco, Chico Buarque, Milton Nascimento, Silvio Rodríguez, Pablo Milanés, Daniel Viglietti i inni.